# Мазур Артем Анатолійович
Ма́зур Арте́м Анато́лійович (нар. 6 серпня 1987, Хмельницький, УРСР[джерело?] — пом. 3 березня 2014, Київ, Україна) — активіст Євромайдану; чотовий 9-ї чоти 15-ї сотні Самооборони Майдану. Смертельно поранений 18 лютого 2014 року під час сутичок у Маріїнському парку. За суспільним визнанням належить до «Небесної Сотні». Герой України.

## На Майдані
В акціях протесту Євромайдану Артем Мазур брав участь два місяці.
18 лютого 2014 року поранений осколками гранати під час сутичок в Маріїнському парку, по-звірячому побитий, отримав відкриту черепно-мозкову травму — в хлопця був проламаний череп, лікарі витягували осколки з голови. Від дня поранення перебував у комі в міській клінічній лікарні швидкої медичної допомоги. Родичі планували перевезти його в Чехію або Польщу на лікування, проте 3 березня опівдні, не приходячи до тями, Артем помер.

## Вшанування пам'яті
4 березня 2014 року на Майдані Незалежності попрощались із загиблим бійцем 15 сотні. Відспівали Артема у Михайлівському Золотоверхому соборі, поховали на батьківщині.
5 березня 2014 Хмельницькому технологічному багатопрофільному ліцею, в якому раніше навчався загиблий, присвоєно ім'я Артема Мазура.
18 лютого 2015 у Хмельницькому технологічному багатопрофільному ліцеї ім. Артема Мазура була відкрита меморіальна дошка.

### Нагороди
- Звання Герой України з удостоєнням ордена «Золота Зірка» (21 листопада 2014, посмертно) — за громадянську мужність, патріотизм, героїчне відстоювання конституційних засад демократії, прав і свобод людини, самовіддане служіння Українському народу, виявлені під час Революції гідності[4]
- Медаль «За жертовність і любов до України» (УПЦ КП, червень 2015) (посмертно)[5]

### В літературі
Київська поетеса (псевдо «Ирина Рассветная») присвятила Герою вірш.